# Thanatus lesserti
Thanatus lesserti es una especie de araña cangrejo del género Thanatus, familia Philodromidae. Fue descrita científicamente por Roewer en 1951.

## Distribución
Esta especie se encuentra en Turquía, Egipto e Irán.